# Grand-Goâve
Grand-Goâve (en criollo haitiano Grangwav) es una comuna de Haití que está situada en el distrito de Léogâne, del departamento de Oeste.

## Secciones
Está formado por las secciones de:
- Tête-à-Bœuf (que abarca la villa de Grand-Goâve)
- Tête-à-Bœuf
- Moussambé
- Moussambé
- Grande Colline
- Grande Colline
- Gérard

## Demografía
| Gráfica de evolución demográfica de Grand-Goâve entre 2009 y 2015 |
|                                                                   |

Los datos demográficos contemplados en este gráfico de la comuna de Grand-Goâve son estimaciones que se han cogido de 2009 a 2015 de la página del Instituto Haitiano de Estadística e Informática (IHSI). 